# DR P3
DR P3 är en av Danmarks Radios radiokanaler och den näst mest lyssnade av dessa. Kanalen startade 1963 och är profilerad för en yngre målgrupp upp till 40 års ålder. Kanalen sänder dygnet runt, varje dag. Om natten samsänder man med DR P4. De som lyssnade på DR:s radiokanaler under 2003 ägnade 38 procent av tiden till P3. Den svenska motsvarigheten är Sveriges Radio P3 som också är riktad till samma målgrupp och nattetid samsänder med systerkanalen Sveriges Radio P4.